# Paragus keiseri
Paragus keiseri är en tvåvingeart som beskrevs av Goot 1964. Paragus keiseri ingår i släktet stäppblomflugor, och familjen blomflugor. Inga underarter finns listade i Catalogue of Life.